# Cratere Paros
Paros  è un cratere sulla superficie di Marte.